# قطعنامه ۱۱۴۱ شورای امنیت
قطعنامه  ۱۱۴۱ شورای امنیت سازمان ملل متحد که در تاریخ ۲۸ نوامبر ۱۹۹۷ تصویب شد، سندی بین‌المللی دربارهٔ مسئلهٔ در مورد هائیتی است. این قطعنامه طی نشست ۳۸۳۷ام با ۱۵ رای موافق، ۰ مخالف و ۰ ممتنع تصویب شد.